# Orkanen Gustav (2008)
Orkanen Gustav är den andra större orkanen och sjunde namngivna stormen i den Atlantiska orkansäsongen 2008.

## Stormhistoria

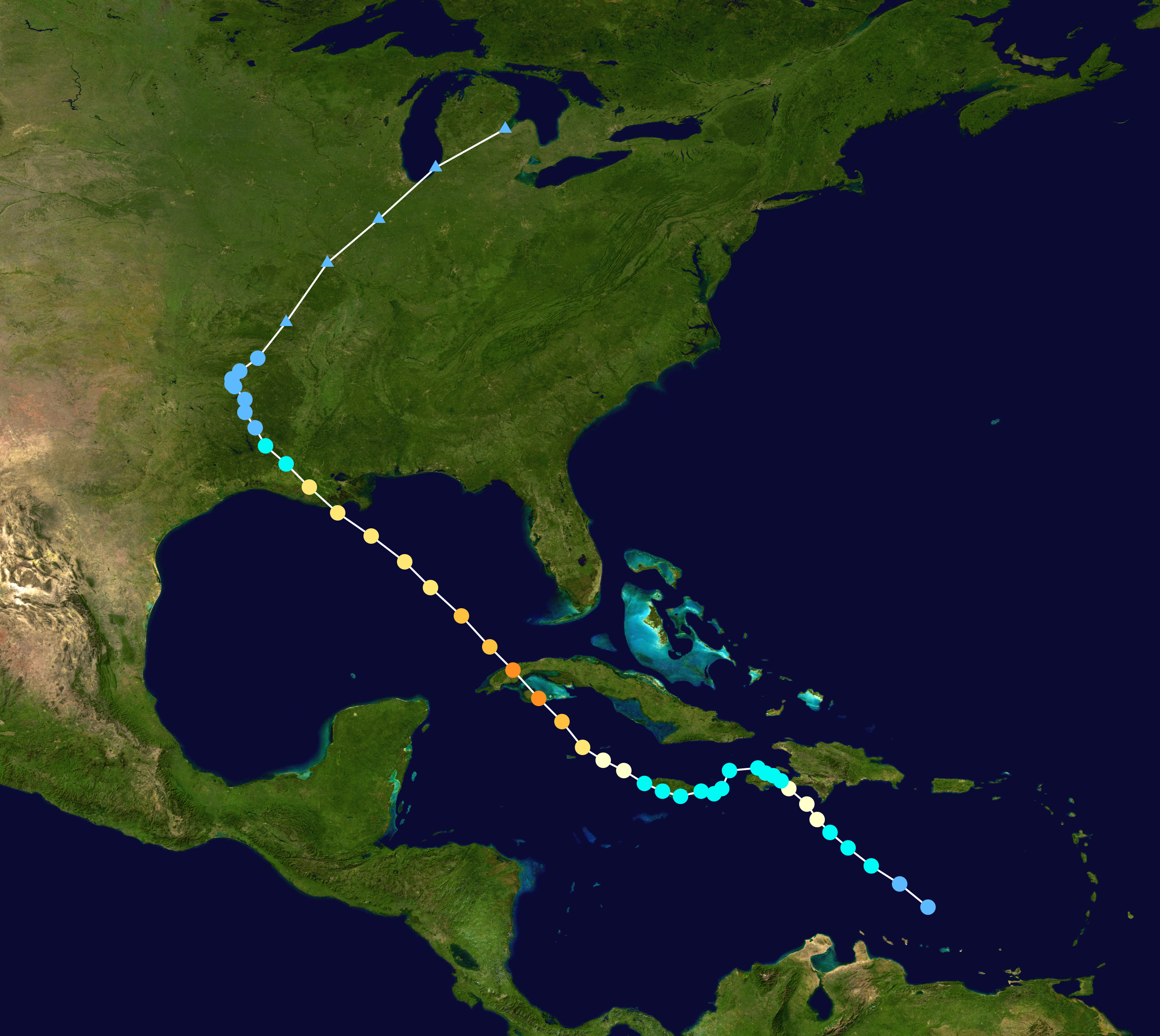
Gustavs uppskattade bana

Ett oväderssystem drog in i Karibiska havet under den fjärde veckan i augusti, där den mötte gynnsamma förhållanden för utveckling. Systemet blev en tropisk depression den 25 augusti väster om Windward Islands. Information från en Hurricane Hunter visade att den tropiska depressionen hade ökat mycket snabbt i styrka till en tropisk storm endast några timmar efter att den hade bildats.
Tidigt den 26 augusti, då stormen närmade sig Haitis sydvästra halvö, bekräftade en Hurricane Hunter, vad meteorologerna redan trodde, att Gustav hade utvecklats till en orkan med vindar på 130 km/h. Gustav blev nergraderad till en tropisk storm efter att den passerat över Haiti.
På morgonen den 28 augusti upptäcktes att Gustav över natten antingen återbildats längre söder ut eller att den rört sig mer söderut än tidigare väntat. Man fann också att stormen nästan nått orkanstyrka igen. Gustav uppgraderades till en orkan sent på eftermiddagen den 29 augusti. Den 30 augusti uppgraderades Gustav till säsongens andra större orkan och den drog över västra Kuba in i Mexikanska golfen. Orkanen fortsatte som en kategori 3-orkan åt nordväst och gjorde landfall i Louisianas träskmarker vid Cocodrie. .

## Förberedelser

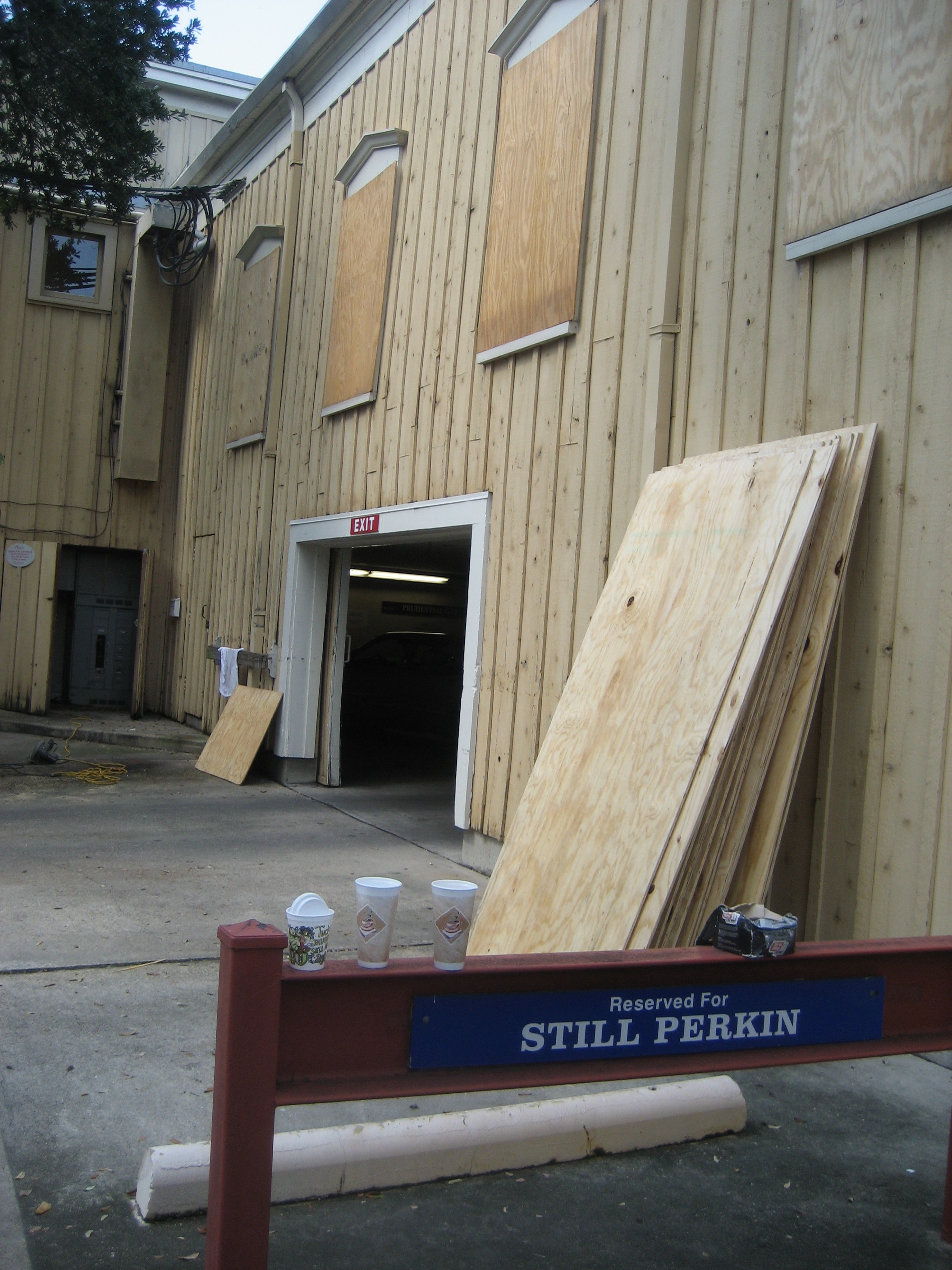
Förberedelser i New Orleans

Den 26 augusti, precis efter att stormen bildats, fanns det oro att Gustav kunde hota oljeproduktionen i Mexikanska golfen och priset på olja höjdes . Den 27 augusti började amerikanska olje- och naturgasbolag att evakuera personal från plattformar i Mexikanska golfen eftersom prognoserna säger att Gustav kommer att öka i styrka och dra in i golfen.

### USA
Den 27 augusti förklarades ett undantagstillstånd i staten Louisiana som förberedelse inför orkanen.

#### Louisiana
Lördagen den 30 augusti stod det klart att Gustav skulle drabba Louisiana med orkanstyrka och myndigheterna började förbereda en evakuering. Först ut var de lågt liggande områden av Louisianas kustområden som gavs möjlighet till frivillig evakuering. New Orleans borgmästare Ray Nagin utlyste på lördagsnatten 30 augusti en allmän evakuering av staden. Framförallt hyste myndigheterna oro för den västra banken av Mississippifloden.
Under lördagen 30 augusti och söndagen 31 augusti evakuerades de södra delarna av Louisiana. Evakueringen var noga planerad och utkommunicerad, med följderna av orkanen i Orkanen Katrina i minnet var stora delar av befolkningen inställda på evakuering. Befolkningen från New Orleans evakuerades via I-10 västerut med alla filer omdirigerade utåt, via I-10 österut och via Pontchartrain Causeway norrut. De som inte hade möjlighet att själva ta sig ut ur staden fick hjälp av myndigheterna under lördagen och söndagen, från 17 upplockningsställen i staden körde myndigheterna bussar med evakuerade. Staten Louisiana har i förväg pekat ut nio stycken boenden för dem som inte har någonstans att ta vägen vid evakueringen. Under söndagen stängdes de flesta hotell och alla planerade nöjesarrangemang ställdes in. För besökare i staden fanns en egen evakueringsplan, ett centralt beläget upplockningsställe för vidare transport till flygplatsen ordnades för dem med någon form av flygbiljett. På söndagskvällen var alla besökare evakuerade, samt 8 000 fångar, däremot lämnades en grupp journalister kvar.

## Skador
2,6 miljoner människor drabbades av Gustav. Förutom USA (2,1 miljoner människor), drabbades Cuba (450 000), Haiti (73 091), Dominikanska Repupbliken (6 265) och Jamaica (4 012 människor).
Kostnaden har av "Centre for Research on the Epidemiology of Disasters" (CRED) beräknats till 9,1 miljarder dollar. 

### Haiti
Gustav drog in över land omkring på Haiti 1 p.m. EDT (17:00 UTC) ungefär 16 kilometer väster om staden Jacmel den 26 augusti. Regn från Gustav orsakade jordskred i staden Benet vilket dödade en person. Två till dödade i sydvästra Haiti då deras hus kollapsade. Ytterligare två dog av en explosion i ett hus, som tros relatera till Gustav. Sammanlagt har fjorton liv skyllts på stormen i Haiti.

### Dominikanska republiken
I Dominikanska republiken dödades åtta personer i ett jordskred.

### Jamaica
Den 29 augusti drog den tropiska stormen in över Jamaica, medförde minst elva dödsoffer och orsakade svåra översvämningar.

### Caymanöarna

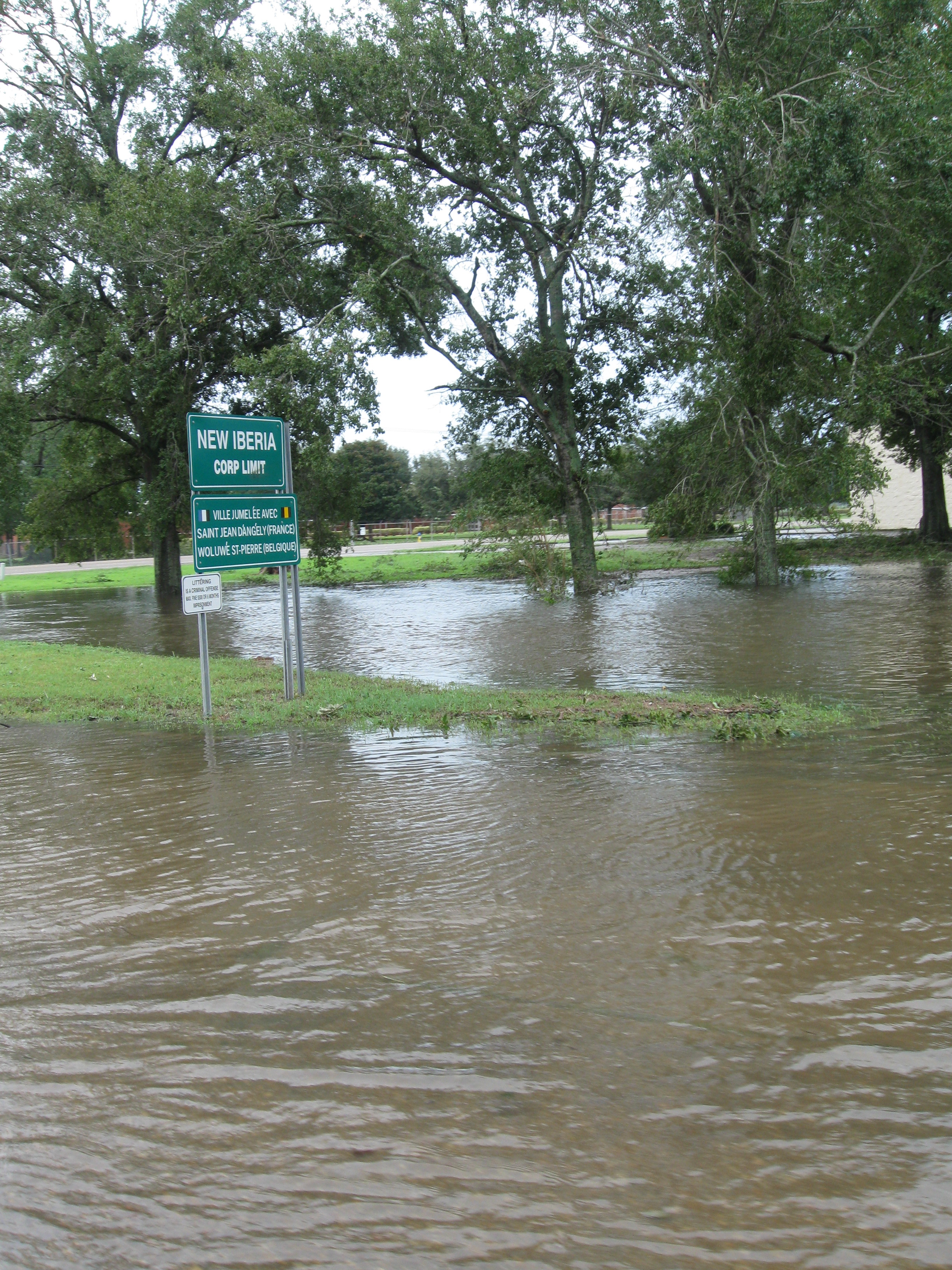
Översvämningar i New Iberia, Louisiana

På Caymanöarna orsakade Gustavs kraftiga regn översvämningar på vägarna i Cayman Brac och Little Cayman. Två personer träffades av stora vågor då de försökte att ta bilder av stormen vid Little Cayman. Över 1 100 människor har tillbringat natten i federala alternativ på de tre öarna. De flesta väntade ut stormen i sina hem eller på hotell.

### Kuba
Västra Kuba drabbades den 30 augusti av orkanen med stora materiella skador i vissa städer.

### Louisiana, USA
Måndagen den 31 augusti drog Gustav in över land vid Mississippis delta väster om staden New Orleans. Endast ett fåtal personer var kvar, resten var evakuerade, så det blev endast ett fåtal personskador. Vattennivåerna i hela deltat steg avsevärt och orsakade en del översvämningar.
Under måndagseftermiddagen gick strömmen i staden New Orleans och skyddsanordningarna, som till exempel pumpstationerna fick förlita sig på lokala reservgeneratorer. Vattennivåerna steg väsentligt och den hårda vinden piskade upp vågor som tidvis slog över vissa av invallningarna. Situationen var lik den som uppstod vid orkanen Katrina 2005, då vallarna vid tre kanaler gav vika men sedan dess har vissa förbättringar utförts. Både 17th Street Canal och London Avenue Canal  kunde stängas av med dammportar och vattennivån sänkas med pumpar så denna gång var det ingen risk där
.
Vid kl 15 slog vågorna över vallarna på Industrial canal öster om stadens centrum, vallarna hade förbättrats sedan 2005 genom förstärkningar i vallarnas fundament som hindrade dem från att undermineras av vatten från insidan och denna gång höll de.
Den 5 september rapporterades att 23 personer hade dött i Louisiana till följd av orkanen.